# Agrilus obdurescens
Agrilus obdurescens es una especie de insecto del género Agrilus, familia Buprestidae, orden Coleoptera.
Fue descrita científicamente por Obenberger, 1928.